# 安宅晃樹
安宅 晃樹（あだけ こうき、1992年（平成4年）12月25日 - ）は、フジテレビのアナウンサー、記者。

## 経歴
山口県宇部市出身。身長174cm。

### 学生時代
宇部市立桃山中学校、AICJ高等学校卒業。高校時代は寮生活を送った。東京大学理科一類に入学し、東京大学工学部システム創成学科（環境・エネルギーシステムコース）卒業。東京大学大学院工学系研究科原子力国際専攻修士課程修了。
大学2年の時に「ミスター東大コンテスト2012」でグランプリを受賞した。
2017年3月の日本原子力学会「2017年春の年会」では、「原子力施設における核物質盗取リスク低減策の評価方法の構築」というテーマで講演を行った。

### フジテレビに入社
2017年4月、アナウンサーとして入社。同期入社は、久慈暁子（2022年4月30日退社後、フリー転身）・海老原優香・黒瀬翔生。なお東京大学及び東京大学大学院出身のフジテレビアナウンサーの入社は1996年入社の佐々木恭子以来21年ぶりとなる。後輩には2019年入社の藤本万梨乃がいる。佐々木より先輩には1989年入社の智田裕一がいる。安宅のみ大学院出身である。
2021年4月1日付で報道局経済部記者兼務。
2022年3月25日に発熱症状があり、PCR検査の結果、翌日3月26日に新型コロナウイルスの感染が確認された。安宅の担当する、3月31日・4月1日・4日の『FNN Live News days』は欠席し、5日に復帰・出演した。なおWebニュースには記載されていない。

### 宇宙飛行士選抜へ挑戦
2022年-2023年にかけてJAXAが14年ぶりに実施した宇宙飛行士の選抜試験へ応募し、過去最多となる4127人の応募者のうち最終選抜の10名まで残ったが、惜しくも落選した。宇宙飛行士候補者の決定の一報は『FNN Live News days』内でアナウンサーとして安宅自身が報じることとなり、宇宙飛行士候補者となり記者会見を終えた米田あゆ、諏訪理に対し「ニュース読んでて、泣きそうになった」と賛辞を送っている。

## 人物
人口上位2％の知能指数を有する者が参加資格を持つ高IQ集団「MENSA」の会員である。
特技は水泳・書道で、水泳は県大会で優勝経験がある。中学3年の2007年に「第43回山口県中学校水泳競技選手権大会」で50m自由形と100m背泳ぎで2位となり、「第41回中国中学校水泳競技選手権大会」にも出場し、50m自由形で中国地区6位、100m背泳ぎで中国地区10位の実績を持つ。
資格は、漢字検定2級・日本語検定3級・書道師範免許を所持している 。
座右の銘は、西郷隆盛が詠んだ漢詩の一節『耐雪梅花麗（雪に耐えて梅花麗し）』。
担当したい番組は報道番組で、アナウンサーになっていなかったら考古学者や学校の先生に憧れていた。
2013年6月10日放送のテレビ朝日系列「クイズプレゼンバラエティー Qさま!!」に東大軍団の一人として出演したことがある。
2019年12月25日、安宅自身の27歳の誕生日に、2歳年上の一般女性と婚姻届を提出した。
2020年に第一子誕生。

## 出演番組
レギュラー出演番組・キャスター名（地上波）
| 期間    | 期間   | 月・火曜日                                 | 水曜日                                     | 木曜日                                     | 金曜日                                     | 土曜日   | 日曜日                            |
| ------- | ------ | ------------------------------------------ | ------------------------------------------ | ------------------------------------------ | ------------------------------------------ | -------- | --------------------------------- |
| 2017.10 | 2018.3 | THE NEWSα サブキャスター                   | THE NEWSα サブキャスター                   | THE NEWSα サブキャスター                   | THE NEWSα サブキャスター                   | （なし） | （なし）                          |
| 2018.4  | 2019.3 | FNNプライムニュース α フィールドキャスター | FNNプライムニュース α フィールドキャスター | FNNプライムニュース α フィールドキャスター | FNNプライムニュース α フィールドキャスター | （なし） | （なし）                          |
| 2019.4  | 2020.9 | Live News イット! フィールドキャスター     | Live News イット! フィールドキャスター     | FNN Live News α フィールドキャスター       | FNN Live News α フィールドキャスター       | （なし） | （なし）                          |
| 2020.10 | 2021.3 | （なし）                                   | FNN Live News α フィールドキャスター       | FNN Live News α フィールドキャスター       | FNN Live News α フィールドキャスター       | （なし） | （なし）                          |
| 2021.4  | 2022.3 | （なし）                                   | （なし）                                   | FNN Live News days キャスター              | FNN Live News days キャスター              | （なし） | （なし）                          |
| 2022.4  | 2023.9 | FNN Live News days キャスター              | （なし）                                   | （なし）                                   | （なし）                                   | （なし） | （なし）                          |
| 2023.10 | 2024.3 | FNN Live News days キャスター              | （なし）                                   | （なし）                                   | （なし）                                   | （なし） | 日曜報道 THE PRIME 情報キャスター |
| 2024.4  | 2025.3 | FNN Live News days キャスター              | めざまし8 ナレーション                     | （なし）                                   | （なし）                                   | （なし） | 日曜報道 THE PRIME 情報キャスター |
| 2025.4  | 現在   | FNN Live News days キャスター              | （なし）                                   | （なし）                                   | サン!シャイン ナレーション                 | （なし） | 日曜報道 THE PRIME 情報キャスター |
| 備考    |        |                                            |                                            |                                            |                                            |          |                                   |

### その他
- ニュース総局報道局経済部環境担当記者兼務
- 夜のアナウンサー研修（2017年6月6日 - 6月30日）
- ダウンタウンなう（「フジ新人アナ」としてゲスト出演、2017年6月9日）
- ユアタイム（竹内友佳の代理、2017年7月13日・14日）
- 今夜はナゾトレ（ゲスト出演、2017年8月15日・29日）
- MATSUぼっち（2017年10月25日）
- FNNニュース&スポーツ（2017年12月28日）
- FNNニュース（2018年12月29日夜）
- FNN Live News days (2020年9月14日・15日・27日・2021年2月7日・5月19日・9月20日〜22日・12月27日〜29日・2022年3月22日・8月4日・17日〜19日、代行）
- S-PARK　(2021年3月13日(土曜版・ニュース代行)、12月5日(日曜版・ニュース)・2022年1月9日・2月13日・4月10日・6月11日・7月2日・8月20日・9月10日、ニュースキャスター)
- FNN Live News α
  - 今湊敬樹休暇・不在時の代行（2019年9月3日・4日、2020年8月3日・8月24日 - 26日、12月28日、2021年1月5日）
  - 内野泰輔休暇時のスポーツキャスター代行※兼務（2019年12月27日）
  - 鈴木唯休暇・不在時のスポーツキャスター代行※兼務（2019年8月9日、12月28日）
- FNN緊急特報キャスター（2022年7月8日、安倍晋三元首相銃撃テロ）
  - 加藤綾子・榎並大二郎・三田友梨佳・内田嶺衣奈・上中勇樹・海老原優香と共同で担当。